# Bespin (Turquie)
Ne doit pas être confondu avec Bespin, une planète fictive de l'univers de Star Wars.
Bespin ou Bespen (en syriaque : ܒܝܬ ܣܦܝܢ, en kurde : Bêspin, et en turc : Görümlü) est un ancien village assyro-chaldéen devenu kurde situé dans le district de Silopi de la province de Şırnak (aujourd'hui en Turquie).
Avant le départ forcé des Assyriens de la localité, il était l'un des derniers villages assyriens du pays (il en existait neuf dans la région). Il est représentatif de l'exode des Assyro-Chaldéens vivant dans la région au cours du XXe siècle.

## Localisation
Le village, sur le flanc oriental du Mont Qardou, est situé le long de plusieurs ruisseaux affluents de la rivière Hezil, dans le sud du Botan, région montagneuse aujourd'hui turque de l'Anatolie du Sud-Est.

Il est à 18 km au nord-est de Silopi, chef-lieu de l'arrondissement dont dépend le village, à environ 6 km à l'ouest à vol d'oiseau de la frontière irakienne, et à environ 23 km au nord-est à vol d'oiseau de la frontière syrienne.
Le village est atteignable grâce à trois routes que l'on peut prendre depuis les villages kurdes voisins de Selcik au sud-est (ancien village assyrien auparavant appelé Deredefsh), de Koyunören (village fantôme) à l'ouest, et d'Eğrikonak au sud.

## Toponymie
Le nom du village en araméen vient de « Bêth Spintâ » (en syriaque :  ܒܝܬ ܣܦܝܢܬܐ), qui peut se traduire en français : Maison de l'Arche de Noé ou Place de l'Arche de Noé. Car c'est en effet selon une tradition locale à l'endroit du village que se serait posé l'Arche de Noé après l'épisode biblique du Déluge (d'autres versions affirment que le lieu se trouverait dans un autre village assyrien, Hassana, situé à quelques km de Bespin).

## Histoire

### Antiquité
La région de Bespin, peuplée de hourrites puis d'araméens, appartient tout d'abord au royaume de Mittani entre le XVIIe siècle et le XIIIe siècle avant notre ère.
Le roi d'Assyrie Sennachérib conquiert la région en 697 av. J.-C., alors aux mains des urartiens (ancêtres des actuels arméniens). Puis, selon l'historien grec Hérodote, Cyaxare, le roi des Mèdes, fait ensuite passer la région sous sa coupe à la fin du VIIe siècle av. J.-C.. Vers le milieu du VIe siècle av. J.-C., la zone devient perse, dominée par l'empire achéménide de Cyrus le Grand.
En 331 av. J.-C., la région de Bespin est conquise par les armées d'Alexandre le Grand, avant de passer aux mains des parthes.
Durant la période romaine, la région se retrouve intégrée à la province d'Assyrie, avant de repasser sous domination perse avec les Sassanides.

### Bespin chaldéenne
La grande majorité des chrétiens de Bespin, autrefois nestoriens puis devenus catholiques, sont originaires de la plaine de Ninive en Irak actuel (en particulier de Mossoul), ayant fui les troubles de la région au XVIIIe siècle.
Le village était bâti sur les ruines d'un autre village disparu originairement chrétien (en témoignent les ruines d'anciens cimetières avec des tombes en bois aujourd'hui disparues). Il existait un monastère (plus tard transformé en mosquée par les Kurdes), appelé Mar Owgi, qui servait également d'école religieuse ou « madreshte » (en syriaque : ܡܕܪܫܬܐ), où étaient formés les prêtres.
On pense que beaucoup d'assyriens seraient venus se réfugier dans la région au tout début du XVe siècle pour fuir les massacres des troupes de Tamerlan dans les plaines mésopotamiennes.
N'étant pas autorisés par les Kurdes à se faire construire une église et donc n'ayant pas de prêtres, les Bespinayés priaient chez eux, et faisaient venir des prêtres du village assyrien de Harbolé (situé à environ 2h de marche) pour y célébrer des messes deux fois par an au moment de Pâques et de Noël.
Durant la période ottomane, les villageois chrétiens de Bespin  étaient des Rayats de la principauté du Botan soumis à l'autorité de l'agha kurde local (quasi-indépendant du pouvoir central turc à Constantinople à cause de l'isolement et de l'inaccessibilité des montagnes), qui leur devait théoriquement protection en échange de la moitié du produit de leur travail. Administrativement, le village était situé dans le sandjak de Mardin de l'ancienne province de la Vilayet de Diyarbekir.
De nombreux liens (mariages, enterrements, fêtes religieuses et échanges commerciaux) existaient entre Bespin et les villages assyriens voisins (notamment Harbolé et Hassana), tous en autosuffisance alimentaire. Bespin était également entouré de nombreux villages kurdes (dont certains d'origine assyrienne ou arménienne remplacés par des populations kurdes à la suite de massacres et spoliations, et dont les noms des villages ont été changés).
En 1915, Bespin échappe de peu au génocide assyrien perpétré par l'Empire ottoman sur les populations chrétiennes. Durant ces massacres, de nombreux habitants du village assyrien de Hoz et quelques familles arméniennes originaires de la région (qui s'assimileront progressivement à la culture assyro-chaldéenne) se réfugient à Bespin. Les chrétiens du village, au départ voués à être tués sur ordre des autorités ottomanes, se réfugient dans un château appartenant à Bet Suleyman, un agha kurde de la région.
Dans les années 1950, les relations entre les chaldéens de Bespin et les kurdes se détériorent grandement à cause de l'arrivée d'un nouvel agha anti-chrétien à Cizîr.

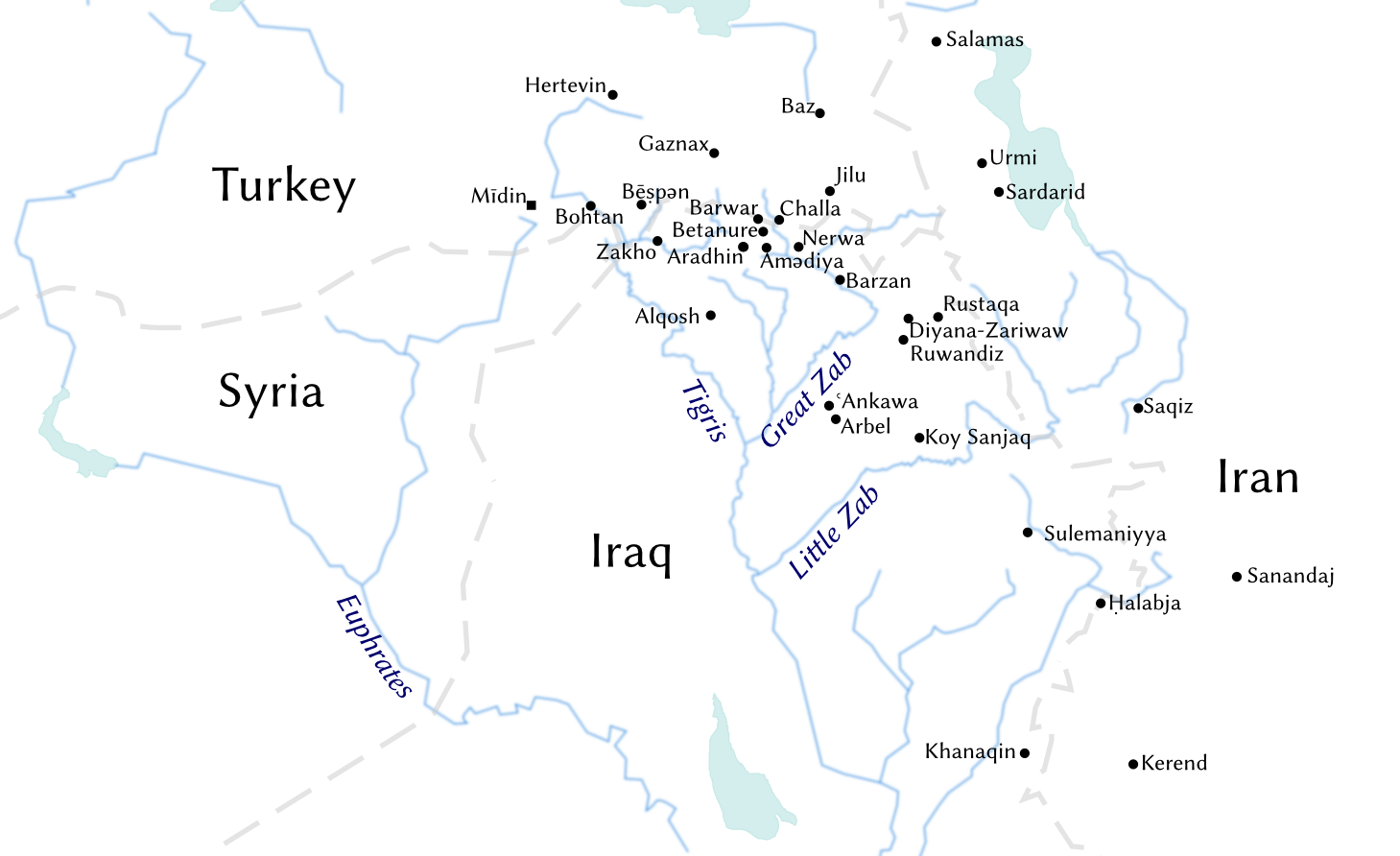
Bespin figure parmi les villages parlant une des nombreuses variétés du soureth, lui même branche du néo-araméen oriental.

Bespin est officiellement renommée Görümlü en 1958 par le gouvernement turc et sa politique de turquisation.
À partir des années 1970, le gouvernement turc construit des écoles municipales dans les villages reculés du pays, et ce n'est qu'à partir de cette période que les habitants des villages assyriens se mettent à apprendre le turc (en plus de l'araméen, leur langue natale, et du kurde, la langue locale). Les habitants du village parlaient un dialecte du soureth local quelque peu différent des autres villages assyriens de la région.
La population chrétienne de Bespin et des villages assyro-chaldéens de la région émigre massivement de Turquie à partir de 1977 (année de l'assassinat de trois habitants du village par les kurdes à cause du seul fait qu'ils étaient chrétiens), pour s'installer d'abord à Istanbul, puis à l'étranger et ce durant deux décennies, à la suite des différents conflits et exactions touchant la région (guérilla du PKK, discriminations subies par les populations turques et kurdes, etc.).
En 1987, il ne reste que 147 chrétiens à Bespin (répartis sur 28 maisons). En 1998, ils n'en reste qu'une poignée.
Aujourd'hui, la plupart des anciens habitants assyro-chaldéens du village et leurs descendants vivent en région parisienne, dans le Val-d'Oise notamment (comme à Sarcelles et dans les villes limitrophes,) ainsi qu'à Marseille, et pour un petit nombre d'entre eux en Belgique (principalement à Malines, Anvers et Bruxelles), en Allemagne et en Suède.

### Bêspin kurde
Les kurdes du village appartiennent au clan des Haci Bera. Dans les années 1990, le village est partiellement attaqué et détruit par l'armée turque, en conflit ouvert avec le PKK, qui multiplient encore à ce jour des escarmouches, embuscades et attentats dans la région.
Le village est aujourd'hui très pollué par l'installation en 2009 d'une centrale thermique à Silopi.

## Liste des maires
| Période | Période  | Identité          | Étiquette | Qualité |
| ------- | -------- | ----------------- | --------- | ------- |
| 2009    | 2014     | Hasan Özdemir     | AKP       |         |
| 2014    | En cours | Abdulğafur Rüzgar | AKP       |         |

## Démographie
| \| Année \| Habitants \| \| ----- \| --------- \| \| 1975 \| 2 208[16] \| \| 1985 \| 2 434[16] \| \| 1990 \| 3 107[16] \| \| 2000 \| 3 196[1] \| \| 2007 \| 3 113[1] \| \| 2010 \| 3 290[1] \| \| 2015 \| 4 149[1] \| |           |
| Année | Habitants |
| 1975 | 2 208     |
| 1985 | 2 434     |
| 1990 | 3 107     |
| 2000 | 3 196     |
| 2007 | 3 113     |
| 2010 | 3 290     |
| 2015 | 4 149     |

## Économie
Les Bespinayés étaient connus comme étant principalement agriculteurs, éleveurs (bovins et chevaux), bergers (moutons et chèvres), apiculteurs ou artisans (principalement tisserands ou tailleurs).
Durant la période estivale de transhumance, les habitants se déplaçaient avec leurs troupeaux en altitude pour profiter d'un temps plus frais.
Le village possédait quatre moulins à eau pour y transformer les grains blé en farine, grâce aux différents ruisseaux du village (qui irriguaient également les jardins de Bespin).
Le village est aujourd'hui exploité par l'industrie minière.